# Disney Collection
Disney Collection è una collana di romanzi grafici edita da Panini Comics da maggio 2021, che ristampa per il mercato italiano storie di autori francesi con i personaggi Disney edite da Glénat.

## Storia editoriale
La testata nasce dall’iniziativa di Panini Comics di voler portare anche in Italia i romanzi a fumetti con i personaggi Disney di autori francesi editi in precedenza da Glénat, dei quali solo alcuni in Italia erano già stati pubblicati nel 2017 da Giunti Editore. Il primo volume di questa collana, intitolato “Mickey e l’oceano perduto”, realizzato da Denis-Pierre Filippi e Silvio Camboni, è uscito in Italia in edicola e in fumetteria il 6 maggio 2021. Tale collana, costituita da albi cartonati di grandi dimensioni (20,5 x 28 cm), dalla rilegatura a brossura e dalle copertine inedite per il mercato italiano, presenta cadenza irregolare, con uscite in media ogni tre o quattro mesi. Inoltre, solo per alcune uscite, sono state associate ad esse anche delle litografie firmate dai vari artisti. La peculiarità di questa serie risiede nello stile molto personale dei vari autori, in prevalenza francesi ma anche di altre nazionalità, nel reinterpretare i personaggi Disney in maniera inconsueta e non canonica rispetto ad altre testate, proponendo per essi rivisitazioni, straniamenti, anacronismi e sperimentazioni letterarie di ogni sorta.

## Albi pubblicati
Gli albi pubblicati sono i seguenti:
- n. 1 - Mickey e l’oceano perduto[4][5]
- n. 2 - Mickey attraverso i secoli[6][7]
- n. 3 - Horrifikland[8][9]
- n. 4 - Mickey e la Terra degli Antichi[10][11]
- n. 4 Speciale - Mickey All Stars[12][13]
- n. 5 - Le vacanze di Donald[14][15]
- n. 5 Iniziativa - Mickey e i mille Gambadilegno[16][17]
- n. 6 - Super Mickey[18]
- n. 7 - Donald’s Happiest Adventures - Alla ricerca della felicità[19]
- n. 8 - Minnie Mouse - Il segreto di Zia Miranda[20]
- n. 9 - Paperone e il drago di Glasgow[21][22]
- n. 10 - Terror Island[23][24]
- n. 11 – Mickey Mouse - Caffè “Zombo”[25][26]
- n. 12 - La gioventù di Mickey[27][28]
- n. 13 - Mickey’s Craziest Adventures[29][30]
- n. 14 - Una misteriosa melodia o Come Topolino incontra Minni[31][32]
- n. 15 - Mickey contro la Malvagia Alleanza[33][34]
- n. 16 - Horrifikland - Nuova Edizione
- n. 17 - Mickey e l'oceano perduto - Nuova Edizione
- n. 18 - Un lavoro per Paperinik